# 移动虚拟网络
移动虚拟网络支持商(MVNE)是一家向移动虚拟网络运营商(MVNO)提供网络基础设施及相关服务（例如业务支持系统和运营支持系统）的公司。 这使得MVNO能够以自有品牌向客户提供服务。MVNE与消费者没有直接关系，而是网络支持平台和服务的提供商。 
移动虚拟网络运营商(MVNE)专注于移动服务的规划、实施和管理。通常包括SIM卡配置、客户计费、客户关系管理和增值服务平台。实际上，MVNE使MVNO能够将与MNO的初始集成以及后续的业务和技术运营管理外包出去。一种类似的公司是移动虚拟网络聚合商(MVNA)。MVNE是一种电信解决方案，而MVNA是一种商业模式，包括批发运营商的通话时间以及通过MVNE自身的交换机进行流量路由。
使用MVNE的好处包括通过外包业务和技术运营管理来降低运营费用，从而减少MVNO的前期资本支出。
使用MVNE可能并不适合所有MVNO。做出这一决定的考虑因素有很多；然而，MVNO不采用MVNE的一些主要原因如下：
- MVNO 规模足够大，可以在直接与主机运营商（通常有几十万用户）连接时实现规模效率。
- 品牌和分销渠道足够强大，可以协商合资或直接关系并获得更好的利润。
- MVNO 可以使用现有的电信基础设施，例如交换机、国际容量、固定基础设施和计费平台。